# ناوچه سبک کلاس اینهاما
ناوچهٔ سبک کلاس اینهاما (به انگلیسی: Inhaúma-class corvette) یک کلاس از کشتی به طول ۹۵٫۷۷ است.